# NGC 368
NGC 368 es una galaxia espiral barrada de la constelación de Fénix.
Fue descubierta el 5 de septiembre de 1834 por el astrónomo John Herschel.